# Sorocaba carmelitaria
Sorocaba carmelitaria är en fjärilsart som beskrevs av Achille Guenée 1857. Sorocaba carmelitaria ingår i släktet Sorocaba och familjen silkesspinnare. Inga underarter finns listade i Catalogue of Life.